# Bispo (Monterroso)
Bispo (llamada oficialmente Santa María do Bispo) es una parroquia y una aldea española del municipio de Monterroso, en la provincia de Lugo, Galicia.

## Otras denominaciones
La parroquia también es conocida por los nombres de San Bieito de Bispo y Santa María de San Benito de Bispo.

## Organización territorial
La parroquia está formada por tres entidades de población, constando una de ellas en el nomenclátor del Instituto Nacional de Estadística español:
- A Aldea de Atrás
- As Casas do Chao
- O Bispo

## Demografía
Gráfica demográfica de la aldea y parroquia de Bispo según el INE español:
| Gráfica de evolución demográfica de Bispo entre 2000 y 2020 |
|                                                             |
| Datos según el nomenclátor publicado por el INE.            |